# Sipyloidea excellens
Sipyloidea excellens is een insect uit de orde Phasmatodea en de familie Diapheromeridae. De wetenschappelijke naam van deze soort is voor het eerst geldig gepubliceerd in 1929 door Günther.